# 球莖

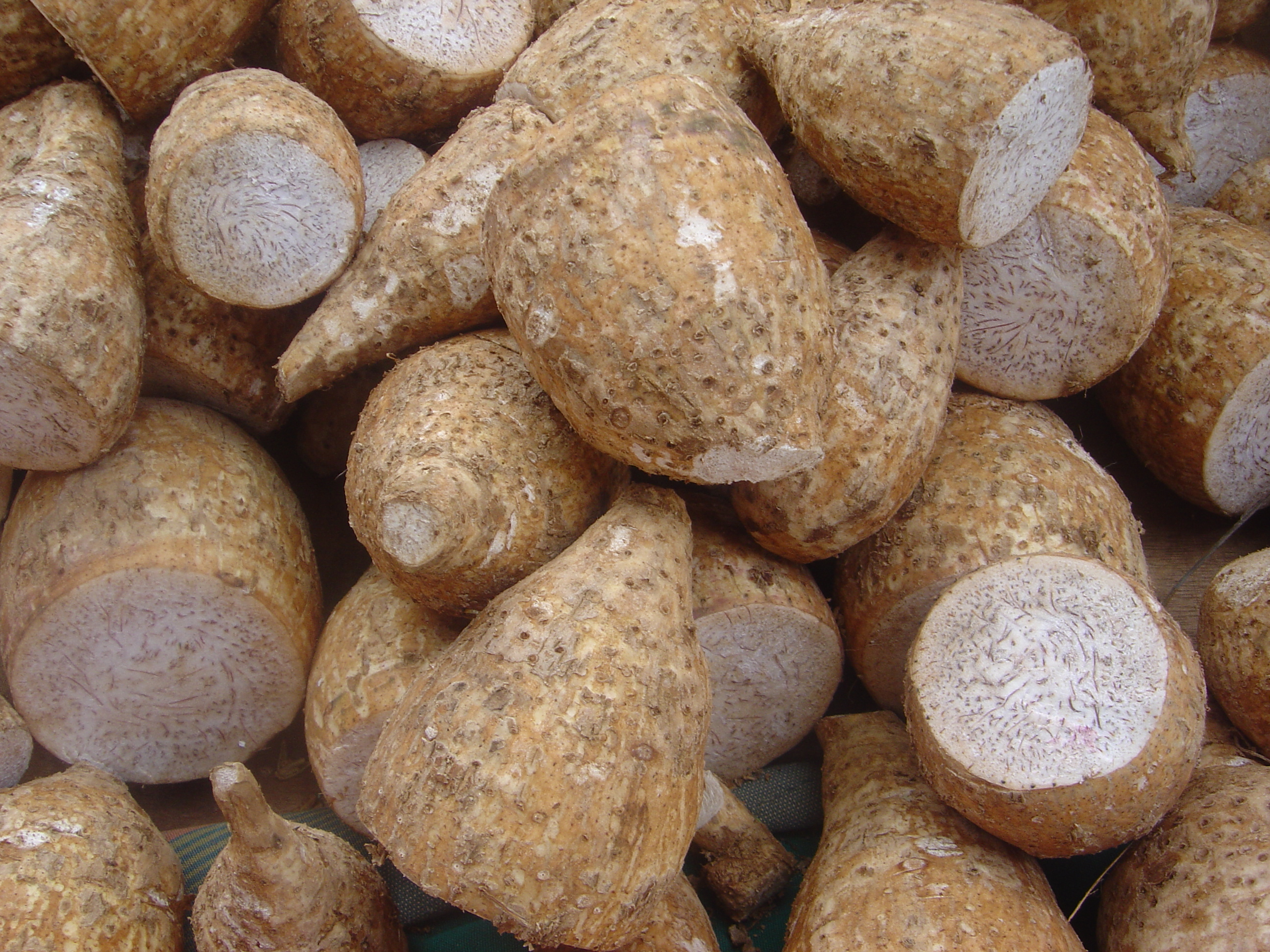
在留尼汪市場販賣的芋头球茎

球茎（Corm）是某些植物品种的短、直地下茎末端肥大变成圓球型或橢圓形的部分，與塊莖及鳞茎相對。球莖屬於一种变态茎，为了适应儲藏養料準備越冬或夏曬。一般球茎植物的芽都是集生在球茎顶端，節與節之間比較明顯，节上生有膜质的鳞叶，以及少数腋芽。球茎可供繁殖之用。

## 球莖植物
以下農作物會形成球莖：
- 泽泻科 Alismataceae
  - 茨菰属 Sagittaria spp.
- 天南星科 Araceae
  - 海芋（Alocasia macrorrhizos）
  - Amorphophallus paeoniifolius (elephant foot yam)
  - 天南星属 Arisaema
  - 芋（Colocasia esculenta）
  - Cyrtosperma merkusii (giant swarm taro)
  - 千年芋属 spp. (malanga, cocoyam, tannia, and other names)
- 天門冬科 Asparagaceae
  - Bessera（英语：Bessera）
  - 紫灯韭属
  - Dichelostemma（英语：Dichelostemma）
  - Milla（英语：Milla）
  - Tecophilaea（英语：Tecophilaea）
- 菊科 Asteraceae
  - 蛇鞭菊属
- 秋水仙科 Colchicaceae
  - 秋水仙屬 秋水仙属
- 莎草科 Cyperaceae
  - 荸荠 Eleocharis dulcis
- 鸢尾科 Iridaceae
  - 香鳶尾屬（Crocosmia或Montbretia)
  - 番紅花屬（Crocus）：包括有番紅花
  - Dierama（英语：Dierama）
  - 小蒼蘭屬 Freesia
  - 唐菖蒲属 Gladiolus：例如劍蘭
  - 鸢尾属（Iris spp.）的部分物種
  - Romulea（英语：Romulea）
- 芭蕉科 Musaceae
  - 香蕉（芭蕉属；Musa spp.)[2]
  - 象腿蕉属 Ensete spp. (enset)

## 參看
- 植物分類表
- 根茎：根、莖
- Root vegetable（英语：Root vegetable）
- 塊莖與塊根